# Norrgadden (Jomala, Åland)
Norrgadden är ett skär i Åland (Finland). Det ligger i Ålands hav eller Skärgårdshavet och i kommunen Jomala i landskapet Åland, i den sydvästra delen av landet. Ön ligger nära Mariehamn och omkring 280 kilometer väster om Helsingfors.
Öns area är 2,4 hektar och dess största längd är 270 meter i nord-sydlig riktning. Närmaste större samhälle är Mariehamn, 7,5 km nordost om Norrgadden.